# Will Schaefer
Pour les articles homonymes, voir Schaefer.
Will Schaefer (23 novembre 1928 — 30 juin 2007) est un compositeur américain né à Kenosha, Wisconsin (États-Unis).

## Filmographie

### Cinéma
- 1957 : Fidèle Vagabond
- 1960 : Le Clown et l'Enfant
- 1978 : Mickey's 50
- 1990 : Forgotten Heroes

### Courts-métrages
- 1950 : American Cowboy
- 1980 : Foods and Fun: A Nutrition Adventure

### Télévision

#### Séries télévisées
- 1948 : Lamp Unto My Feet
- 1950 : Armstrong Circle Theatre
- 1952 : The Linkletter Show
- 1954 : The Blue Angel
- 1957 : Mr. Adams and Eve
- 1961 : Straightaway (en)
- 1962 : The Tonight Show Starring Johnny Carson
- 1962 : The Yogi Bear Show
- 1964-1979 : Disney Parade
- 1965 : Jinny de mes rêves
- 1965 : Les Pierrafeu
- 1965 : Stalag 13
- 1967 : The Flying Nun
- 1969 : Scoubidou
- 1973 : Super Friends
- 1978 : Godzilla
- 1980 : Barnaby Jones